# دانیل کاروالیو
دانیل کاروالیو (به پرتغالی: Daniel da Silva Carvalho) هافبک اهل برزیل است که در شهر پلوتاس و در تاریخ ۱ مارس ۱۹۸۳ به دنیا آمده‌است. وی تک گل تیمش مقابل لیورپول در دیدار سوپرجام 2005 را برای زسکا مسکو به ثمر رساند.(این بازی با نتیجه سه بر یک به نفع لیورپول به پایان رسید و لیورپول قهرمان سوپرجام اروپا شد)
دانیل کاروالیو در تیم‌های فوتبال باشگاه ورزشی اینترناسیونال ،زسکا مسکو، باشگاه ورزشی اینترناسیونال، باشگاه ورزشی العربی قطر سابقهٔ حضور دارد. این بازیکن همچنین در سال، اتلتیکو مینیرو ۲۰۰۴ بار برای، پالمیراس به میدان رفته‌است و طی این مدت ۸ گل به ثمر رسانده‌است.